# فائز الغصين
فائز الغُصَين (1883 - 1968) محامي وكاتب سوري. 

## سيرته
ولد فائز بن زَعَل الغُصَين عام 1883 في اللجاة وتعلم بدمشق وأدخل مدرسة العشائر باسطنبول. وعاد إلی سوريا فعين قائم مقام وافتتح مكتبا للمحاماة. واعتقل سنة 1915 "بوشاية من رشيد ابن سمير الدوخي (رئيس عشيرة ولد علي، من عنزة) وكانت بين عشيرته وعشيرة الغصين، في اللجاة، ضغائن وسيق إلى ديوان الحرب العرفي في عاليه. وظهرت براءته فأطلق قبل إعدام القافلة الأولى من الشهداء بثلاثة أيام، وقد لقي أكثرهم عند مغادرته السجن. وفوجئ قبل الانطلاق، بأنه منفي إلى ديار بكر، فرحل إليها وسجن 23 يوما وأطلق. وفر منها في رحلة شاقة منهكة إلى أن دخل بادية العراق، واستقر في البصرة 66 يوما.

ووجد الوسائل للسفر إلى جدة، فدخلها سنة 1916، بعد الثورة بقليل. ولحق بالشريف فيصل بن الحسين في ينبع فكان سكرتيرا له إلى دخول دمشق وكان معه في مؤتمر الصلح."

عمل في العهد الفرنسي بسورية في القضاء إلى أن كان مفتش عدلية وأحيل إلى التقاعد، فعمل محاميا بدمشق إلى أن توفي في 1968.

كان من أعضاء جمعية العربية الفتاة.

## مؤلفاته
- مذكرات
- المظالم في سورية والعراق والحجاز: طبع في 1918.
- مذكراتي عن الثورة العربية:طبع في 1939.
- المذابح في أرمينيا: انتهى تبييض هذا الكتاب في 4 ذي القعدة 1334/ 3 سبتمبر سنة 1916 في مدينة مومباي، الهند.[3]